# Morten Falk
Morten Falk (født 26. august 1990 i Esbjerg) er en dansk kok, som er køkkenchef på Michelin-restauranterne Kadeau København og Kadeau Bornholm. I 2017 repræsenterede Morten Falk Danmark ved Bocuse d'Or. 

## Historie

### Opvækst
Falk blev født i 1990, og voksede op på et nedlagt landbrug ved Esbjerg, hvor hans mor og stedfar drev restaurant Kunstpavilionen som tjener og kok/restauratør. Da Morten Falk var 12-13 år gammel, fik han lov til at ordne tærter og grøntsager i restaurantens køkken, hvor han før havde hjulpet til som opvasker. 
Efter flere overvejelser om valg af uddannelse, ville Falk satse på kokkefaget. På stedfaderens mellemkomst kom Falk i sommeren 2006 på et ti-dages praktikophold hos Hans Beck Thomsen fra Henne Kirkeby Kro. Morten Falk arbejdede fra morgen til aften, og overnattede i et telt på den nærliggende campingplads. Da praktikopholdet var forbi nægtede Falk at tage hjem, og der blev lavet en aftale om at han skulle tage grundforløbet på kokkeskolen, for så at vende tilbage til Henne Kirkeby.

### Kok
Efter overstået grundforløb på kokkeskolen blev Morten Falk i 2007 ansat som kokkeelev på Henne Kirkeby Kro. Som et led i uddannelsen tog Falk ud på andre restauranter for at arbejde som frivillig (volontør), og samle inspiration, når Henne Kirkeby Kro havde lukket på grund af ombygninger. Det første år var han henholdsvis tre og to måneder hos Brdr. Koch i Aarhus, og Kong Hans Kælder i København. Året efter var han to måneder hos Noma, og i 2009 blev det også til to måneder hos The Fat Duck i England. Både i 2008 og 2009 vandt Falk bronze ved DM for kokkeelever, hvor konkurrencen det første år startede kun to måneder efter han var begyndt som elev.
Efter endt uddannelse i 2010, blev Falk ansat som souschef på Restaurant AOC, der netop havde modtaget stedets første stjerne i Michelin-guiden. I 2011 var han ansat én sæson i køkkenet på Svinkløv Badehotel, inden han året efter blev souschef hos Nimb-Louise i Tivoli.
I oktober 2012 var Falk holdkaptajn for Det Danske juniorkokkelandshold ved Kokke-OL i tyske Erfurt, hvor holdet vandt guld i disciplinen "Det kolde bord". Han var medlem af juniorlandsholdet i tre år.
Morten Falk blev i april 2013 ansat hos Kadeau København, der måneden før havde modtaget den første stjerne hos Michelin. Falk blev i marts 2014 "Årets Kok" i Danmark, da han i Messecenter Herning vandt foran ni konkurrenter. 27. juni 2015 vandt Morten Falk den prestigefyldte konkurrence "Sol over Gudhjem", og præmien på 40.000 kr.

### Bocuse d'Or
I februar 2015 vandt Falk udtagelseskonkurrencen om at være den danske deltager ved Bocuse d'Or den 24. januar 2017, det uofficielle VM for kokke. Dette betød at han fra december 2015 til maj 2016 blev købt fri fra sit arbejde som køkkenchef på Kadeau, og i stedet skulle øve sig i et specialindrettet køkken på Hotel- og Restaurantskolen i Valby. Her skulle han sammen med assistent Emil Rodam, nyudlært fra Studio, og coach Jeppe Foldager, to gange om ugen lave den fulde menu, som blev solgt for 50.000 kr. for 12 kuverter. Det første delprojekt var at blive minimum nummer 10 ved Bocuse d'Or Europe den 11. maj 2016 i Budapest, da de ti første var sikret en plads til VM i 2017. Efter store problemer under konkurrencen lykkedes det lige akkurat at blive blandt de ti bedste, og han var dermed sikret en plads ved VM i Lyon. I Lyon blev Morten Falk nummer ti, hvilket var det dårligste danske resultat i konkurrencens 30-årige historie.

## Anerkendelse
- 2014 – Årets kok i Danmark
- 2015 – Vinder af konkurrencen "Sol over Gudhjem"